# María Angélica Rodríguez
María Angélica Rodríguez es una deportista argentina que compitió en atletismo adaptado, especialista en lanzamiento de disco, lanzamiento de jabalina, lanzamiento de bala y 100 m planos.
Fue parte del conjunto femenino de deportistas argentinas que asistió a varios Juegos Paralímpicos. Su primera participación fue en los Juegos Paralímpicos de Atlanta 1996, donde ganó la presea de plata en lanzamiento de disco categoría F34/35 con una distancia de 18m80cm; por otro lado, en Sídney 2000 no alcanzó alguna medalla.